# Dommages de guerre
 (octobre 2019).
L'expression « dommages de guerre » désigne généralement les séquelles laissées par une guerre ou ceux des dommages différés dans le temps (un obus qui explose, une galerie qui s'effondre des années après les conflits, etc.) susceptibles d'être indemnisées par l'État ou par l'État responsable (selon les conventions internationales et textes en vigueur concernant l'évènement).

## En France

### Les dommages de guerre: Première Guerre mondiale

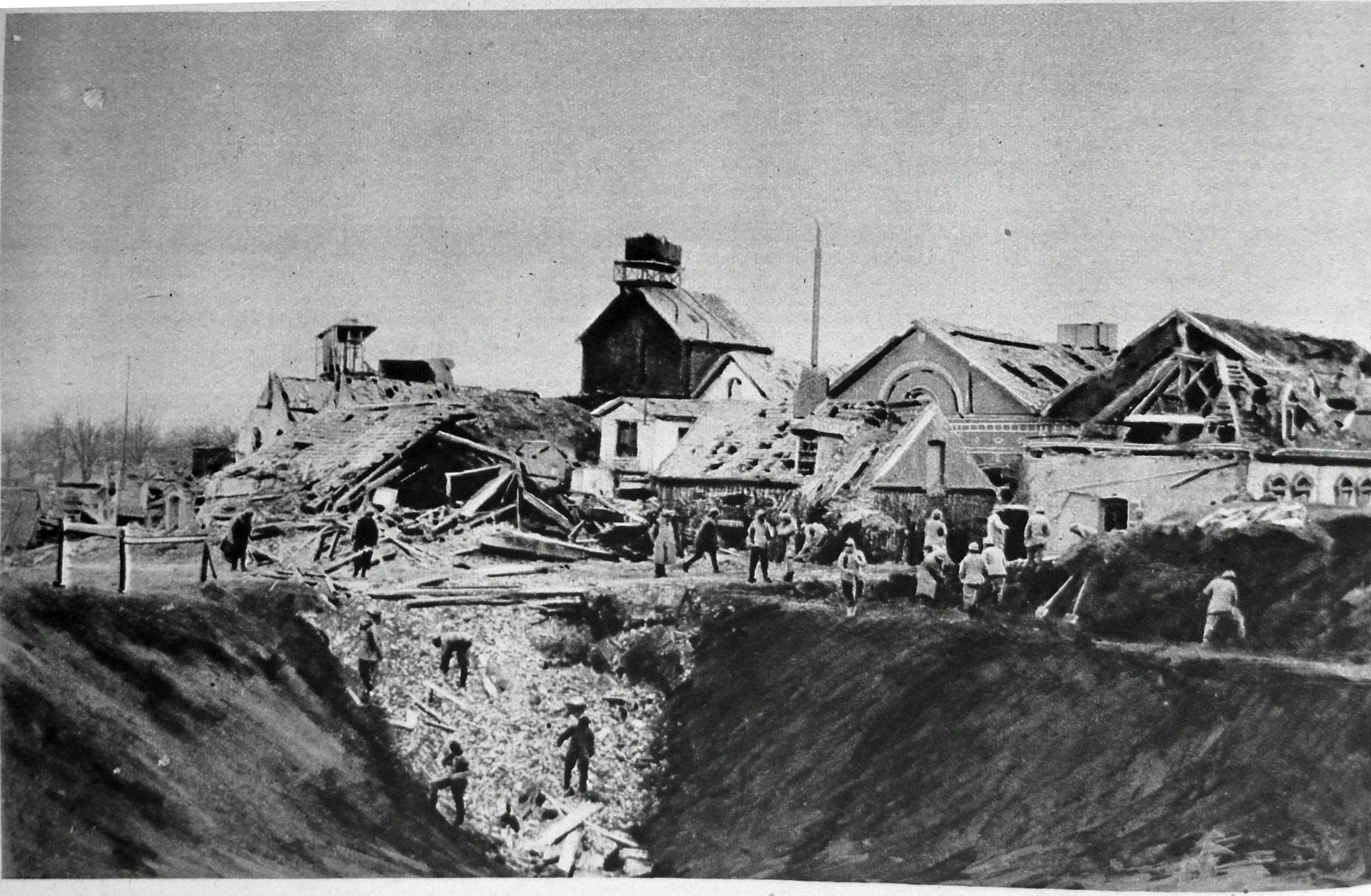
La sucrerie de Ham, Le Miroir.

La Première Guerre mondiale a été particulièrement dévastatrice et a laissé de profondes marques dans le paysage d'où certains villages ont entièrement disparu. Les destructions causées par le conflit sont énormes dans les départements suivant : Aisne, Ardennes, Marne, Meurthe-et-Moselle, Meuse (déjà affectée par la guerre de 1870), Nord, Pas-de-Calais, Bas-Rhin, Haut-Rhin, Somme, Vosges et de façon moindre dans la Moselle et le Territoire de Belfort.
Dès les premiers mois de guerre, Louis Marin (alors député de Meurthe-et-Moselle) constate que les familles et collectivités locales seront incapables de financer la reconstruction. L'ingénieur Léon Francq fonde en octobre 1914 le Comité national d'action pour la réparation intégrale des dommages causés par la Guerre ; il est proposé une loi qui confierait à l'État la charge de réparer les dommages de guerre, principe qui sera avalisé par la loi de finances du 26 décembre 1914, qui consacre le droit individuel à une réparation des dommages subis pour faits de guerre. Puis la loi du 17 avril 1919 dite « Charte des sinistrés » met en place des organismes et un système d’indemnisation afin que les demandes de la population soient entendues et traitées le plus rapidement possible. Il faut dire que les dommages sont tellement importants que les parlementaires ont jugé que les tribunaux et administrations existants n’étaient pas suffisants pour gérer une situation exceptionnelle. Des juridictions spéciales ont été créées pour « agir vite et bien ».

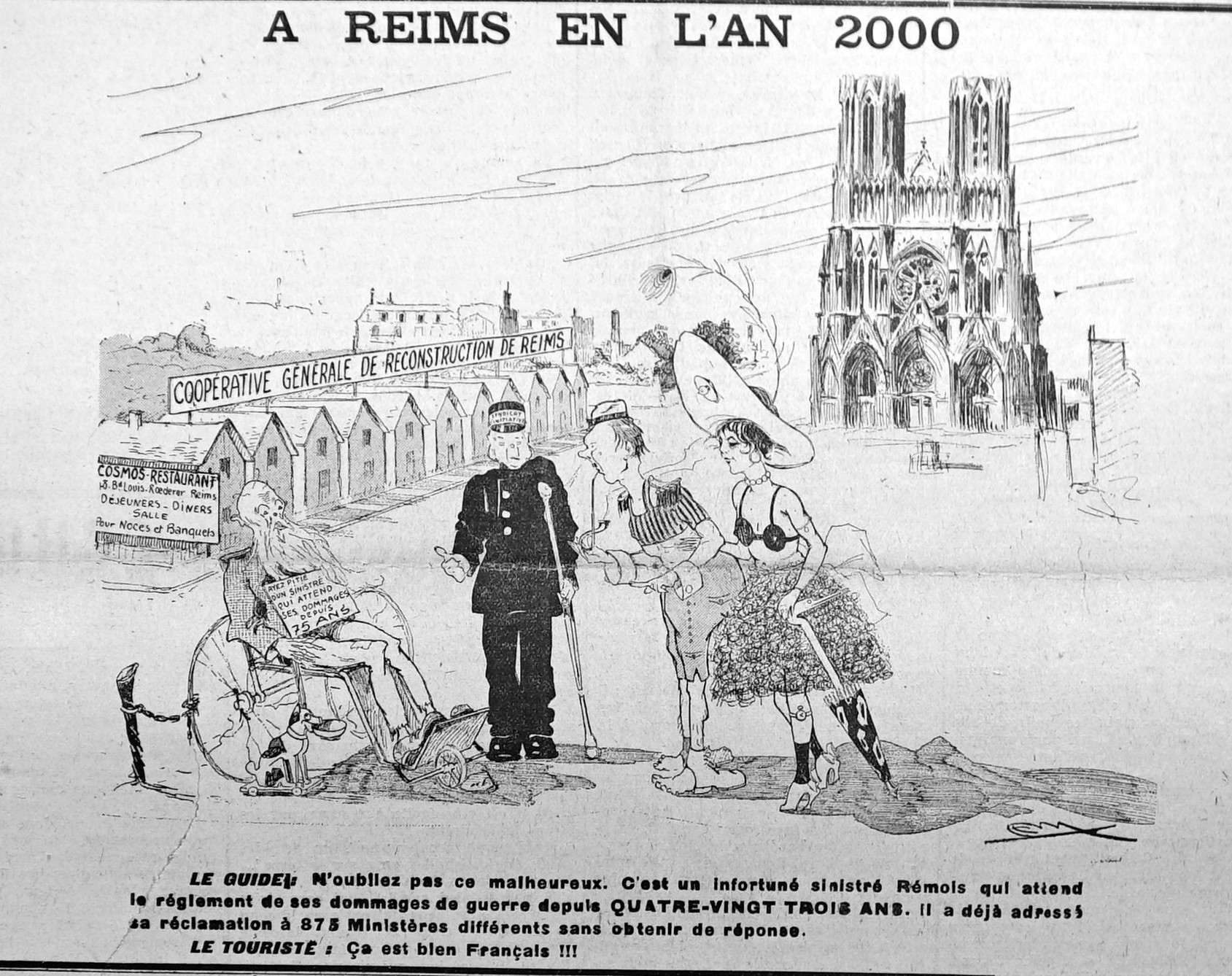
Critique des dommages en 1920, Le Cri de Reims.

Un principe général d'indemnisation a été basé sur l’article 231 du Traité de Versailles qui stipule que l'Allemagne est responsable des dommages causés par la guerre et doit donc rembourser. L'Allemagne au milieu des années 1920 n’est plus capable de payer. Les problèmes vont s’accumuler pour les habitants des régions libérées, conditions de vie précaires, demandes en attente…., c’est la solidarité nationale qui prendra le relais après 1924. Annette Becker parle des habitants de ces régions comme ayant des vies « déconstruites ».
Un ministère spécial est créé afin de régler le problème des dommages de guerre. C’est le ministère des Régions libérées qui verra se succéder de grands noms politiques comme Albert Lebrun du 23 novembre 1917 au 6 novembre 1919. Face à l'ampleur des dommages, il met en place une administration ad hoc, qui œuvrera durant 10 ans, voire pour certains services jusque vers 1946,,. Au début, on crée un Service des travaux de première urgence qui évoluera pour devenir le Service des travaux d’État avant d'être supprimé le 15 mars 1920, qui va employer beaucoup plus de militaires non démobilisés ou des prisonniers de guerre que de civils (jusqu’à 20 600 soldats fin 1919, qu'il faut aussi transporter, nourrir et héberger). Deux ans après l'armistice, les principales infrastructures sont reconstruites et « les sinistrés sont invités à faire ou à faire faire eux-mêmes leurs travaux », l'administration ne les accompagnant plus qu'avec une aide immatérielle, notamment d'accès aux dommages de guerre quand cela semble possible.
À titre d'exemple, rien que pour la Meuse et sur la base des seuls documents d'archive, « dans la zone des tranchées, 200 000 ha de terrain doivent être remis en état, le seul comblage des tranchées nécessite 28 000 000 m3 de terre ; 54 millions de m² de fils de fer barbelés sont enlevés et recyclés dans l’industrie ». Un rapport de 1930, de R. Jacquemin estime « à 180 000 ha les terrains de culture à remettre en état, à 80 000 ha les bois domaniaux, communaux ou particuliers détruits, les 5/6 du bétail, ovins et bovins, avaient disparu. Dans le désert chaotique de la région comprise entre l’Argonne, Verdun, Étain, Fresnes-en-Woëvre, Saint-Mihiel, les voies de communication n’existaient plus. Ailleurs, elles étaient inutilisables ou presque ». Ce sont enfin environ 105 km de voies ferrées et 488 ouvrages d’art associés, ainsi que 4 877 km de routes et de chemins émaillés (et 269 ouvrages d’art associés) qu'il faut reconstruire partiellement ou souvent en entier.
On peut distinguer deux types de dommages principaux : les dommages aux biens et les dommages aux personnes.

#### Les dommages aux biens matériels
Ils relèvent de la loi du 17 avril 1919, qui - pour aider la population des régions dévastées par la guerre - met en place un système de demande d’indemnisation. Ces demandes seront plus ou moins nombreuses selon les régions.

#### Les commissions cantonales
La loi met en place les commissions cantonales, une juridiction qui permet de déposer des demandes d’indemnités pour les dommages matériels. Elles évaluent les dommages. C’est un organisme de conciliation. Elles sont composées d’un président choisi parmi des juristes (souvent des magistrats de tribunaux civils et les juges de paix mais aussi des avocats), d’un membre désigné par le ministre des Finances et le ministre des Régions libérées, un architecte, un greffier, un agriculteur ou un industriel. La composition est faite de manière à sembler impartiale aux yeux des justiciables. La circulaire du 23 avril 1919 est la référence pour comprendre le vrai fonctionnement des commissions cantonales. C’est au particulier de fournir le plus de détails possibles à la commission qui va ensuite évaluer l’ampleur des dégâts. Ces commissions prennent le droit de faire venir tout expert supplémentaire afin d’évaluer la vraie nature du dommage. La comparution des parties devant la commission n’est pas nécessaire si elles s’entendent.

#### Les tribunaux des dommages de Guerre
Pour permettre un recours aux sinistrés, la loi met en place les tribunaux des dommages de guerre. C’est la suite de la procédure de demande d’indemnisation. Ils agissent comme une juridiction d’appel. Ces tribunaux vont trancher les litiges nés des décisions des commissions cantonales. Selon les régions ces tribunaux vont durer plus ou moins longtemps (jusqu’en 1925 dans le Pas-de-Calais par exemple). Ce temps varie selon la masse des litiges. Les affaires des tribunaux de dommages de guerre sont ensuite recentrées à Paris au « Tribunal interdépartemental des dommages de guerre » (au départ, il était compétent pour les affaires du département de la Seine puis son action s'est étendue à partir de 1921 à mesure que les tribunaux des autres départements fermaient en laissant les affaires en suspens. Il resté compétent jusqu’en 1933 et a fermé définitivement en 1946.
Les litiges sont nombreux et portent surtout sur des fausses déclarations de dégâts ou sur des indemnisations insuffisantes.

#### Le Conseil d'État
Un recours en Conseil d'État est possible pour les décisions des tribunaux des dommages de guerre.
Ce sont les recours pour excès de pouvoir, incompétences ou violations de la loi. Le délai de recours est de deux mois. Si la décision est favorable au demandeur, le Conseil d’État désigne un autre tribunal des dommages de guerre.

#### Les dommages aux personnes
Les dommages de guerre peuvent aussi prendre en compte les dommages aux personnes. Comme le montre la loi du 27 juillet 1917 qui crée le statut de « pupille de la Nation » pour les orphelins de guerre. À la suite de cela, le législateur promulgue la loi du 31 mars 1919 dite « Charte du Combattant ».

#### Les pupilles de la Nation
Selon l’article premier de la loi du 27 juillet 1917 : « La France adopte les orphelins dont le père, ou le soutien de famille a été tué à l’ennemi, ou dont le père, la mère ou le soutien de famille est mort de blessure ou de maladies contractées ou aggravées du fait de la guerre »
Selon un commentaire de l'Office départemental des pupilles de la nation de l'Ariège : « La loi du 27 juillet 1917 a pour objet l’accomplissement d’un devoir social né de la guerre. Elle oblige la Nation à aider matériellement et moralement les enfants de ceux qui ont été tués ou blessés pour sa défense. Elle laisse aux familles le plein exercice de leurs droits, notamment le libre choix de leur éducation. Elle ajoute seulement sa protection à la leur ».
L’adoption par la Nation est une sorte de moyen pour l’État de réparer la « dette sacrée » qu’il a contractée. Il tente ainsi de réparer un préjudice moral mais aussi un préjudice matériel causé par la Guerre et le sacrifice au nom de la Nation.
C'est le Tribunal de Grande Instance qui rend le jugement d'adoption par la nation mais c’est l’Office National des pupilles de la nation qui est chargé de l’application de la loi. Il y a aussi des Offices au niveau départemental. Le pupille obtient ainsi une pension qui est calculée selon le coût de la vie, les ressources de la famille, la situation spéciale du pupille (âge, santé, etc.).

#### Les anciens combattants
Voir l’article sur la retraite mutualiste des anciens combattants.
Après la Guerre des associations d’anciens combattants se sont formées afin de lutter pour les droits des soldats mutilés ou non par le conflit. Elles ont eu des influences diverses notamment dans les affaires pour les soldats fusillés pour l’exemple.

## En Belgique

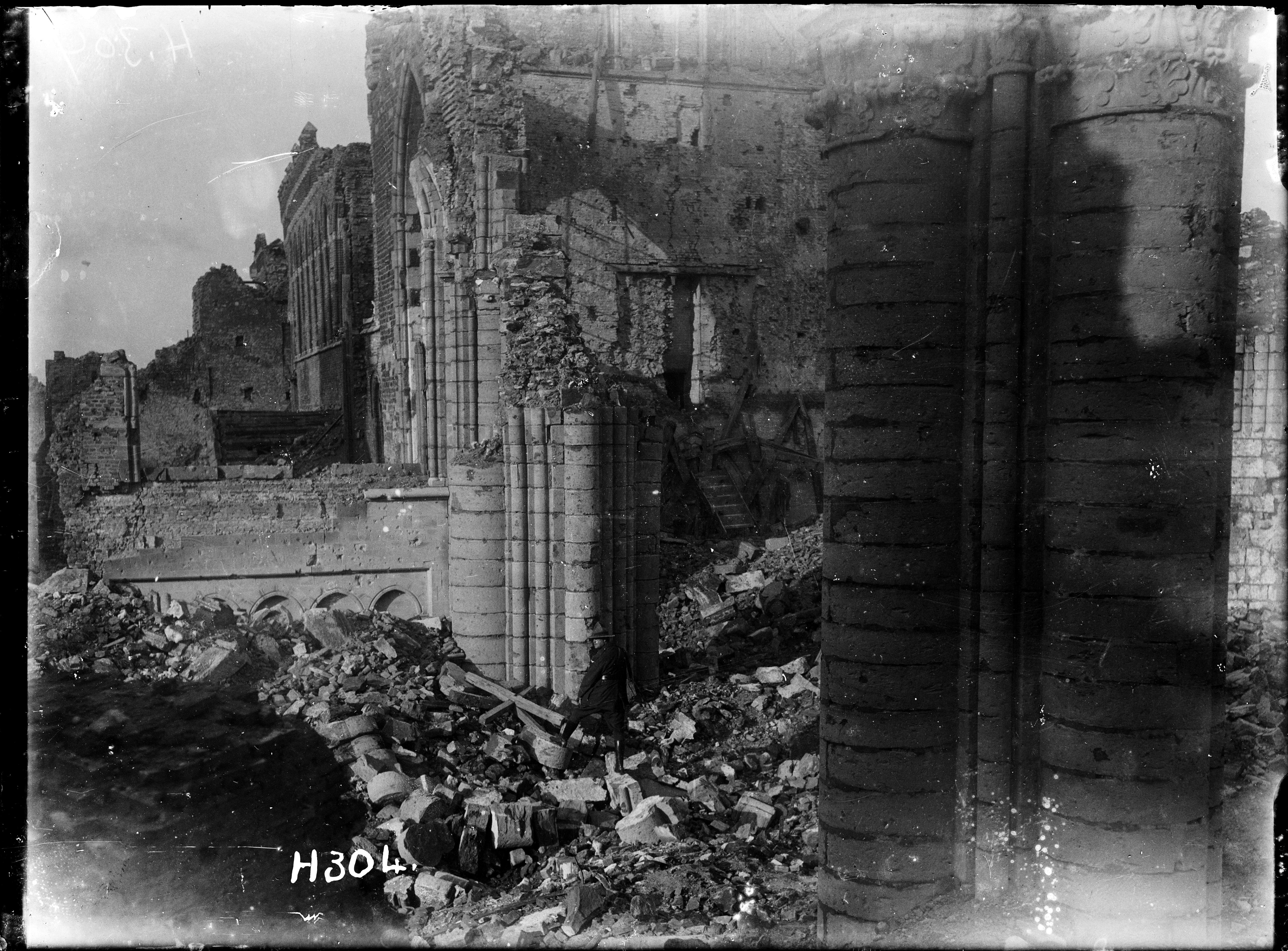
La cathédrale d'Ypres.

Le Tribunal des Dommages de Guerre a été créé par l'arrêté-loi du 23 octobre 1918 (Moniteur belge, 24-26 octobre 1918) relatif à la constatation et à l'évaluation des dommages résultant des faits de guerre. Ce texte prévoit la création, dans chaque arrondissement judiciaire, de collèges exceptionnels chargés de juger de la réparation des dommages causés par la guerre dans les années 1914-1918. ceux-ci ont fonctionné jusqu'à la fin des années 1920.
Une administration particulière a été mise sur pied dans le même temps, chargée de collecter les informations nécessaires, principalement médicales, et de préparer les dossiers pour les différents tribunaux des Dommages de guerre. Des actions similaires ont été intentées à la suite de la Seconde Guerre mondiale. Cette administration existe toujours, sous la dénomination de la Direction générale des Victimes de la Guerre et dépend du Ministère de la Sécurité sociale. Elle a conservé l'ensemble de ses archives.
Pour les dégâts occasionnés aux entreprises et industries, un commissaire d'État nommé par arrêté royal est chargé de conclure une convention d'indemnisation avec la victime ou sa famille, sous le contrôle de la Direction des Calamités.
Les dommages de guerre de 1914-1918 sont encore dédommagés. À titre d'exemple, en 2004, quatre dossiers ont fait l'objet de 44 955 €. Environ 60.000 rentes continuent à être actuellement versées dans le cadre de la Seconde Guerre mondiale.
Dans certains cas, des dommages retardés causés par les deux conflits mondiaux sont également indemnisés, notamment ceux qui adviennent dans le cadre de travaux publics ou liés à l'exploitation agricole dans les zones de conflit.
Durant la Seconde Guerre mondiale, 506.090 biens immobiliers, soit près de 23,3 % des bâtiments existants avant la guerre, ont été endommagés ou détruits en Belgique. Parmi ceux-ci, 16 803 bâtiments industriels et commerciaux, 31.253 fermes et de nombreuses habitations privées. Aucune province belge n’a été épargnée.

### Sources
Les archives relatives aux dommages causés aux biens privés durant la guerre de 14-18 ont été détruites dans les années 1980 pour ce qui concernait les dossiers conservés dans les tribunaux.
Les dossiers individuels des dommages causés aux biens privés et aux personnes lors de la guerre de 14-18 sont conservés au Ministère de la Sécurité sociale (Direction générale des Victimes de la Guerre) à Bruxelles. Ils représentent environ 260.000 dossiers individuels et peuvent être consultés sur demande préalable auprès de l'administration.
Les Archives générales du Royaume 2 - Dépôt Joseph Cuvelier conservent environ 1 million de dossiers individuels des dommages causés aux biens privés durant la Seconde Guerre mondiale. Ces dossiers concernent les dommages subis en provinces de Hainaut, Namur, Liège, Luxembourg et Brabant wallon, Brabant flamand, Anvers et dans la région de Bruxelles-capitale. Par manque de place, les dossiers des dommages de guerre concernant le Limbourg, la Flandre Orientale et la Flandre Occidentale ont été transférés respectivement dans les dépôts des Archives de l'État à Hasselt, à Gand et Bruges.